# Пенне (макаронные изделия)
Пе́нне (итал. penne), пе́рья — макаронные изделия в виде трубочек со скошенными срезами длиной 3 ─ 5 см.

## Этимология
Название этого вида макаронных изделий происходит от итальянского слова «penna» — «перо». Поэтому их называют «перьями».
Пенне Ригате — один из самых любимых форматов пасты всего итальянского полуострова, для которого почти в каждом регионе своё название. Например, в Умбрии их называют «споле» (от ит. spole — челноки), а на юге — «малтальяти» (от ит. maltagliati — плохо нарезанные).

## Происхождение
Пенне — одна из немногих форм макаронных изделий с известной датой и местом рождения. В 1865 году производитель макаронных изделий из Сан-Мартино-д’Альбаро (близ Генуи) Джованни Баттиста Капурро запатентовал машину для диагональной нарезки макарон. Это важное изобретение позволяло разрезать свежие макароны в данной форме, не раздавливая их, и получать готовое изделие с размером от 3 см до 5 см.

## Виды
- Пенне ригате (итал. Penne  rigate) — ребристые перья
- Пеннете ригате (итал. Pennette  rigate) — ребристые перья меньшего размера
- Мецце пенне ригате (итал. Mezze Penne Rigate) — ребристые перья, короче и толще, чем пенне ригате
- Пенне лише (итал. Penne  lisce) — гладкие перья
- Пенне меццане (итал. Penne  mezzane) — гладкие перья, длиннее и тоньше, чем пенне лише
- Пенне а кандела (итал. Penne  a Candela) — гладкие перья, короче и толще, чем пенне лише
- Пенне пикколе (итал. Penne  piccole) — маленькие перья

## Применение
Пенне, как правило, готовятся до состояния «Al dente», а затем подаются с соусами. Пенне также часто добавляют в салаты и запеканки.
Пенне по своей форме идеально подходит под такие соусы как маринара, песто, аррабиата. А пенне с соусом аррабиата был даже несколько раз упомянут в нескольких фильмах, «Большая жратва» Марко Феррери и «Рим» Федерико Феллини.
Пенне Ригате отлично сочетаются с самыми разнообразными соусами, начиная от традиционных томатных или мясных, до более изобретательных и оригинальных, основанных на сочетании овощей и сыров. Они также прекрасно подходят для создания различных запеканок и с легкостью станут главным блюдом праздничного обеда. Изящная форма Пенне Ригате будет идеальна и для густых насыщенных блюд, как, например, в классическом рецепте пасты «Боскайола».